# ستيفن بورتون
ستيفن بورتون (بالإنجليزية: Stephen Burton)‏ هو لاعب كرة قدم أمريكية ولاعب كرة القدم الكندية أمريكي، ولد في 11 ديسمبر 1989 في لاكيووود في الولايات المتحدة.

## وصلات خارجية
- ستيفن بورتون على موقع إي إس بي إن.كوم (أن.أف.أل)3
- ستيفن بورتون على موقع مرجع كرة القدم المحترفة.كوم (الإنجليزية)